# Le Torp-Mesnil
Le Torp-Mesnil és un municipi francès situat al departament del Sena Marítim i a la regió de Normandia. L'any 2007 tenia 291 habitants.

## Demografia

### Població
El 2007 la població de fet de Le Torp-Mesnil era de 291 persones. Hi havia 108 famílies de les quals 16 eren unipersonals (4 homes vivint sols i 12 dones vivint soles), 44 parelles sense fills i 48 parelles amb fills.
La població ha evolucionat segons el següent gràfic:
Habitants censats

### Habitatges
El 2007 hi havia 124 habitatges, 108 eren l'habitatge principal de la família, 13 eren segones residències i 3 estaven desocupats. Tots els 121 habitatges eren cases. Dels 108 habitatges principals, 96 estaven ocupats pels seus propietaris i 12 estaven llogats i ocupats pels llogaters; 3 tenien una cambra, 2 en tenien dues, 10 en tenien tres, 25 en tenien quatre i 68 en tenien cinc o més. 88 habitatges disposaven pel capbaix d'una plaça de pàrquing. A 55 habitatges hi havia un automòbil i a 47 n'hi havia dos o més.

### Piràmide de població
La piràmide de població per edats i sexe el 2009 era:
| Homes | Edats   | Dones |
| ----- | ------- | ----- |
| 0     | 95 o +  | 4     |
| 0     | 90 a 94 | 4     |
| 0     | 85 a 89 | 0     |
| 0     | 80 a 84 | 0     |
| 0     | 75 a 79 | 0     |
| 4     | 70 a 74 | 8     |
| 0     | 65 a 69 | 8     |
| 8     | 60 a 64 | 0     |
| 8     | 55 a 59 | 4     |
| 12    | 50 a 54 | 16    |
| 12    | 45 a 49 | 8     |
| 16    | 40 a 44 | 16    |
| 0     | 35 a 39 | 4     |
| 8     | 30 a 34 | 16    |
| 4     | 25 a 29 | 4     |
| 4     | 20 a 24 | 0     |
| 8     | 15 a 19 | 16    |
| 8     | 10 a 14 | 8     |
| 8     | 5 a 9   | 4     |
| 0     | 0 a 4   | 8     |

## Economia
El 2007 la població en edat de treballar era de 199 persones, 152 eren actives i 47 eren inactives. De les 152 persones actives 142 estaven ocupades (82 homes i 60 dones) i 10 estaven aturades (1 home i 9 dones). De les 47 persones inactives 13 estaven jubilades, 6 estaven estudiant i 28 estaven classificades com a «altres inactius».

### Ingressos
El 2009 a Le Torp-Mesnil hi havia 116 unitats fiscals que integraven 306 persones, la mediana anual d'ingressos fiscals per persona era de 16.957 €.

### Activitats econòmiques
Dels 5 establiments que hi havia el 2007, 1 era d'una empresa extractiva, 2 d'empreses de construcció, 1 d'una empresa d'hostatgeria i restauració i 1 d'una empresa classificada com a «altres activitats de serveis».
Dels 2 establiments de servei als particulars que hi havia el 2009, 1 era un guixaire pintor i 1 fusteria.
L'any 2000 a Le Torp-Mesnil hi havia 8 explotacions agrícoles que ocupaven un total de 305 hectàrees.

## Equipaments sanitaris i escolars
El 2009 hi havia una escola elemental integrada dins d'un grup escolar amb les comunes properes formant una escola dispersa.

## Poblacions més properes
El següent diagrama mostra les poblacions més properes.